# Theodoor van Loon
Theodoor van Loon (* 1581/1582 in Erkelenz; † Februar 1649 in Maastricht) war ein flämischer Maler des Barocks.
Theodoor van Loon lebte in Brüssel, Löwen und zuletzt in Maastricht. Er hielt sich zweimal in Italien auf, von 1602 bis 1608 und von 1628 bis 1629. Dort hat er Werke von Caravaggio studiert. Er zählt als stilistischer Nachfolger zu den Caravaggisti.
Er arbeitete mit dem Maler und Architekten Wenzel Coebergher (1560–1634) für Albrecht VII. von Habsburg und Isabella Clara Eugenia von Spanien, Infantin und Statthalterin der spanischen Niederlande. Er schuf Kunstwerke für Kirchen in der Region Brüssel und war mit dem Universitätsgelehrten Erycius Puteanus aus Löwen befreundet.

## Werke

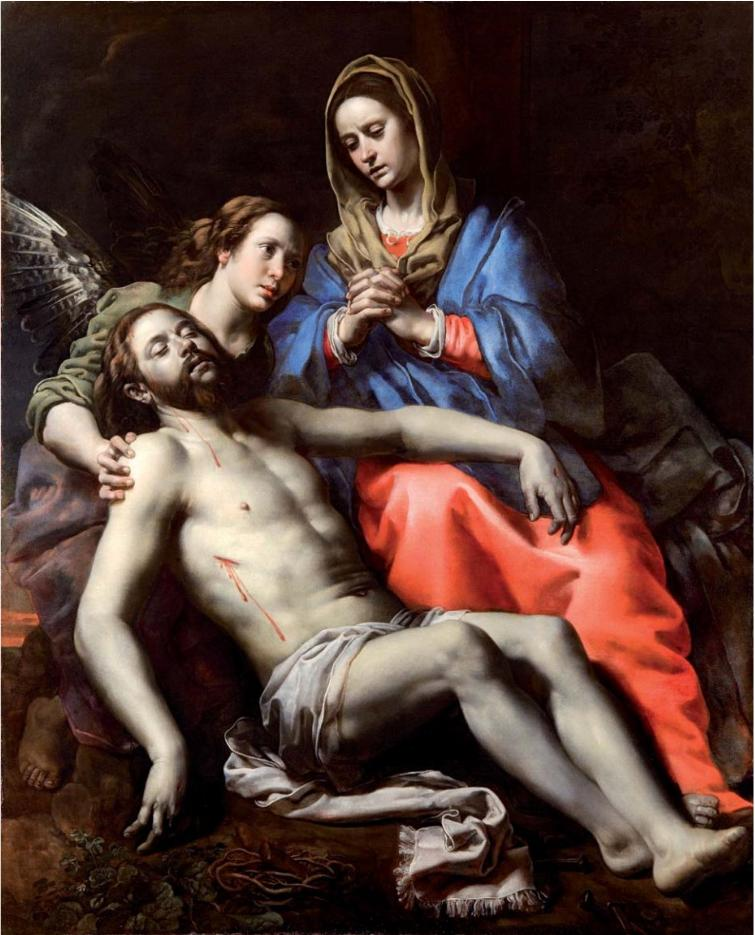
Altarbild in der Basilika von Scherpenheuvel

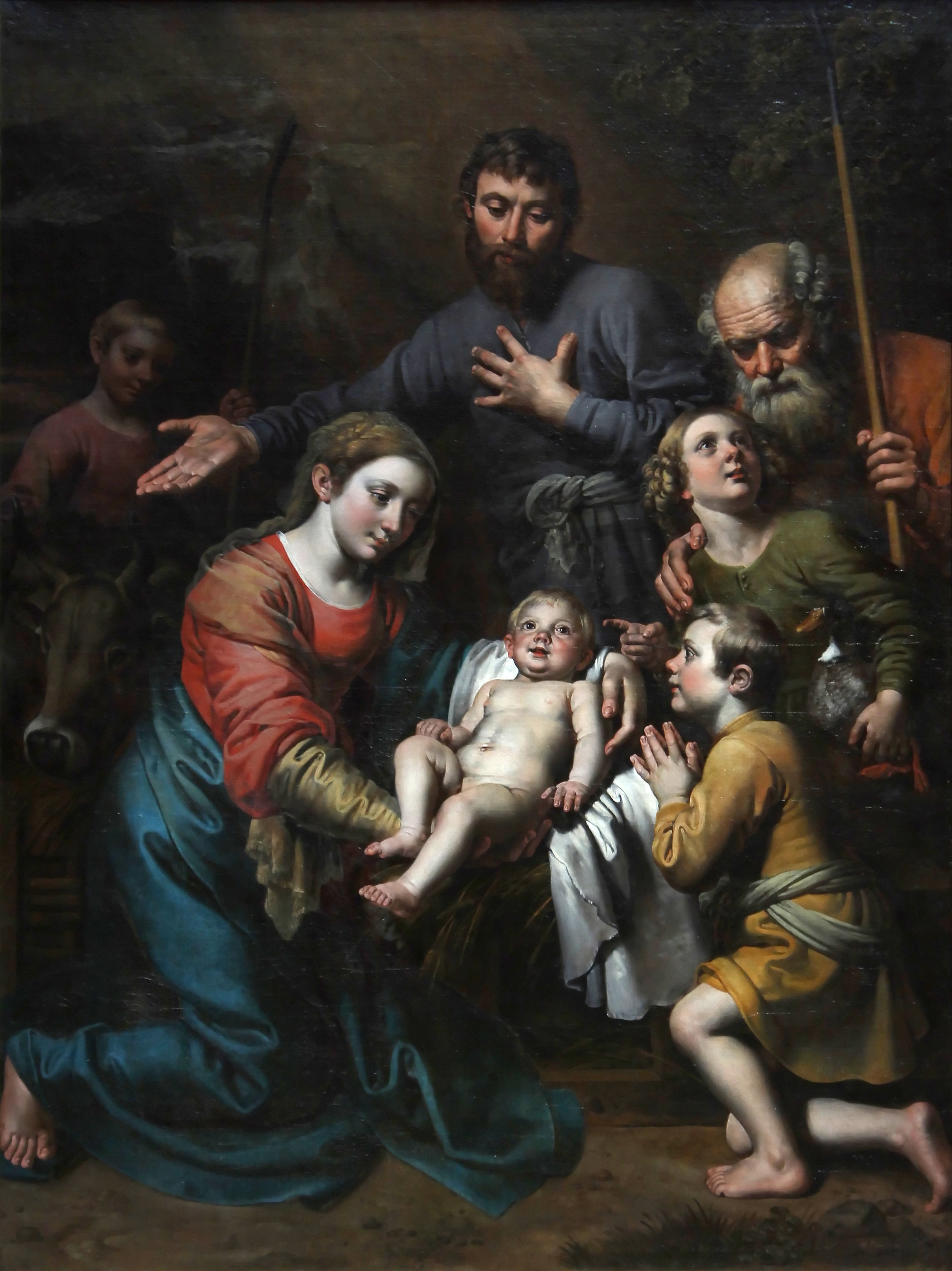
Die Anbetung der Hirten, 1613, Brüssel, Königliche Museen der Schönen Künste

- Theodoor van Loon, Joannes Baptista Barbé: SS. apostolorum et evangelistarum icones cum suis parergis, 1620
- Erycius Puteanus, Theodoor van Loon, Cornelius Galle: Purpura Austriaca hierobasilica, sacram et regiam ... principis Ferdinandi, Hispaniarum infantis ... imaginem colore panegyrico repraesentans, Antverpiae: typis Joannis Cnobbari 1635

### Gemälde
- Sechs große Altarbilder mit Szenen aus dem Marienleben für den Altarraum der Liebfrauenbasilika in Scherpenheuvel (niederländisch: Onze-Lieve-Vrouwe van Scherpenheuvel).
- Das Gemälde Ankündigung in der Grimbergener Abteikirche Sankt Servatius-Basilika wurde  am 10. Februar 1993 durch ein Brandunglück vernichtet.
- In der Beginenhofkirche Sint-Jan Baptist in Brüssel sind  die Anbetung der drei Weisen, die Heilige Dreifaltigkeit und Heilige Katharina, knienend vor der heiligen Magd.
- In der römischen Kirche  Santa Maria dell’Anima befindet sich in der Sankt Anna-Kapelle das Gemälde Anna unterrichtet Maria.